# Struktura głęboka i struktura powierzchniowa
Struktura głęboka (ang. deep structure) i struktura powierzchniowa (ang. surface structure) – w gramatyce generatywnej dwa poziomy syntaktyczne zdania. 
Struktura głęboka jest pojęciem abstrakcyjnym oznaczającym sposoby, w jakie zdanie może być analizowane i interpretowane. Elementami struktury głębokiej są: podstawowe zależności gramatyczne, takie jak podmiot lub dopełnienie, wszystkie transformacje, które następują przy przejściu do struktury powierzchniowej, wszystkie elementy warstwy leksykalnej, wreszcie interpretacja semantyczna.
Struktura głęboka jest bazą do transformacji do poziomu struktury powierzchniowej, która obrazuje to, co człowiek słyszy albo czyta. 
Jedna struktura głęboka może być wyrażana przez różne struktury powierzchniowe. Na przykład ta sama czynność może być wyrażona w stronie czynnej i biernej. Aleksander Szulc podaje przykład: Dyrektor podjął decyzję i Decyzja została podjęta przez dyrektora. Z kolei Kazimierz Polański zestawia dwa zdania o tej samej w zasadzie treści: Wszystkich oburza jego sposób postępowania i Wszystkich oburza sposób, w jaki postępuje.
Struktura głęboka jest zasadniczo wspólna dla różnych języków. Ta jej cecha odgrywa istotną rolę w dydaktyce języków obcych i w teorii tłumaczenia. Osoba ucząca się jakiegoś języka obcego powinna zdawać sobie sprawę, że w dwóch językach ta sama struktura głęboka może się manifestować w bardzo różny sposób w strukturach powierzchniowych. Tłumaczenie struktury powierzchniowej (przekład dosłowny) może prowadzić do błędów semantycznych i stylistycznych. Tylko zły tłumacz może oddawać proste niemieckie zdanie Wie alt bist du? jako Jaki stary jesteś? (przykład przytoczony przez Aleksandra Szulca). Ponieważ w języku polskim wiek wyraża się z użyciem czasownika mieć, a nie być, prawidłowe tłumaczenie to Ile masz lat?. 
Warto dodać, że z różnicy między znaczeniem poszczególnych słów a sensem zdania zdawał sobie sprawę na długo przed sformułowaniem rozróżnienia pomiędzy strukturą głęboką i strukturą powierzchniową św. Hieronim, tłumacz Biblii, który zalecał tłumaczyć non verbum e verbo, sed sensum exprimere de sensu (nie słowo w słowo, lecz by myśl odpowiadała myśli).
Oba pojęcia zostały spopularyzowane przez Noama Chomsky'ego, twórcę gramatyki transformacyjno-generatywnej.
W fonologii generatywnej używane są również określenia „reprezentacja głęboka” (ang. underlying representation) i „reprezentacja powierzchniowa” (ang. surface representation).